# (5) Astrée
Pour les articles homonymes, voir Astrée.
(5) Astrée (désignation internationale (5) Astraea) est un gros astéroïde de la ceinture principale.

## Découverte
Astrée fut découvert le 8 décembre 1845 par Karl Ludwig Hencke, astronome amateur et employé de bureau de poste, qui cherchait alors Vesta. Ce fut le premier des deux astéroïdes découverts par Hencke, le second étant (6) Hébé. Frédéric-Guillaume IV,  roi de Prusse lui accorda une pension annuelle de 1 200 marks pour cette découverte.

## Désignation
Astrée tire son nom (« fille-étoile ») de la fille de Zeus et Thémis (ces deux ont aussi un astéroïde à leur nom, respectivement (5731) Zeus et (24) Thémis). Astrée et sa mère étaient des personnifications de la justice. Astrée fut la dernière immortelle à quitter le monde des mortels à la fin de l'Âge d'or, devenant la constellation de la Vierge, tandis que la balance de la justice (son principal attribut) devint la constellation de la Balance.
Étant le cinquième astéroïde découvert, il reçut comme désignation officielle (5) Astrée.

## Symbole
Les premiers astéroïdes découverts possèdent un symbole astronomique et celui d'Astrée est .

## Surface et structure
La surface d'Astrée est très réfléchissante (brillante). Sa composition est probablement un mélange de nickel–fer avec des silicates de magnésium et de fer. C'est un objet de type S dans la classification de Tholen.

## Dimensions

Tailles des dix premiers astéroïdes de la ceinture principale comparées à celle la Lune (en gris). Astrée est la cinquième à partir de la gauche.

Astrée comparé à Cérès, le plus gros astéroïde, aujourd'hui classé planète naine.

## Compléments